# Nord (Grönland)
Nord a Dán Védelmi Parancsnokság bázisa az északi sarkkörön belül, Grönland északkeleti részén, az Ingeborg-hercegnő félszigeten (Prinsesse Ingeborg Halvø). Tőle 924 km-re található a földrajzi Északi-sark. A bázison 3-8 fő tartózkodik egész évben (ebből 3 dán katonai alkalmazott, 5 pedig önkéntes polgári kutató); a nyári hónapokban a kutatókkal együtt ez a szám elérheti a 20 főt is.
Az állomás 1952-1956 között épült, meteorológiai és telekommunikációs állomás és távoli leszállópálya céljából. A cél az volt, hogy pontosabb időjárás-előrejelzést adjanak a Grönland nyugati felén lévő amerikai Thule Légibázis (Thule Air Base, ICAO-kódja: BGTL) számára, és szükség esetén polgári repülőgépek leszállni és tankolni is tudjanak itt. A hidegháború időszaka alatt az Amerikai Légierő gépei rendszeresen használták az állomást sarkvidéki küldetéseik során. A leszállópálya 1800 m-es, ICAO-kódja: BGMI. Az állomás csak légi úton közelíthető meg, mivel az állandó jég lehetetlenné teszi a tengeri közlekedést.

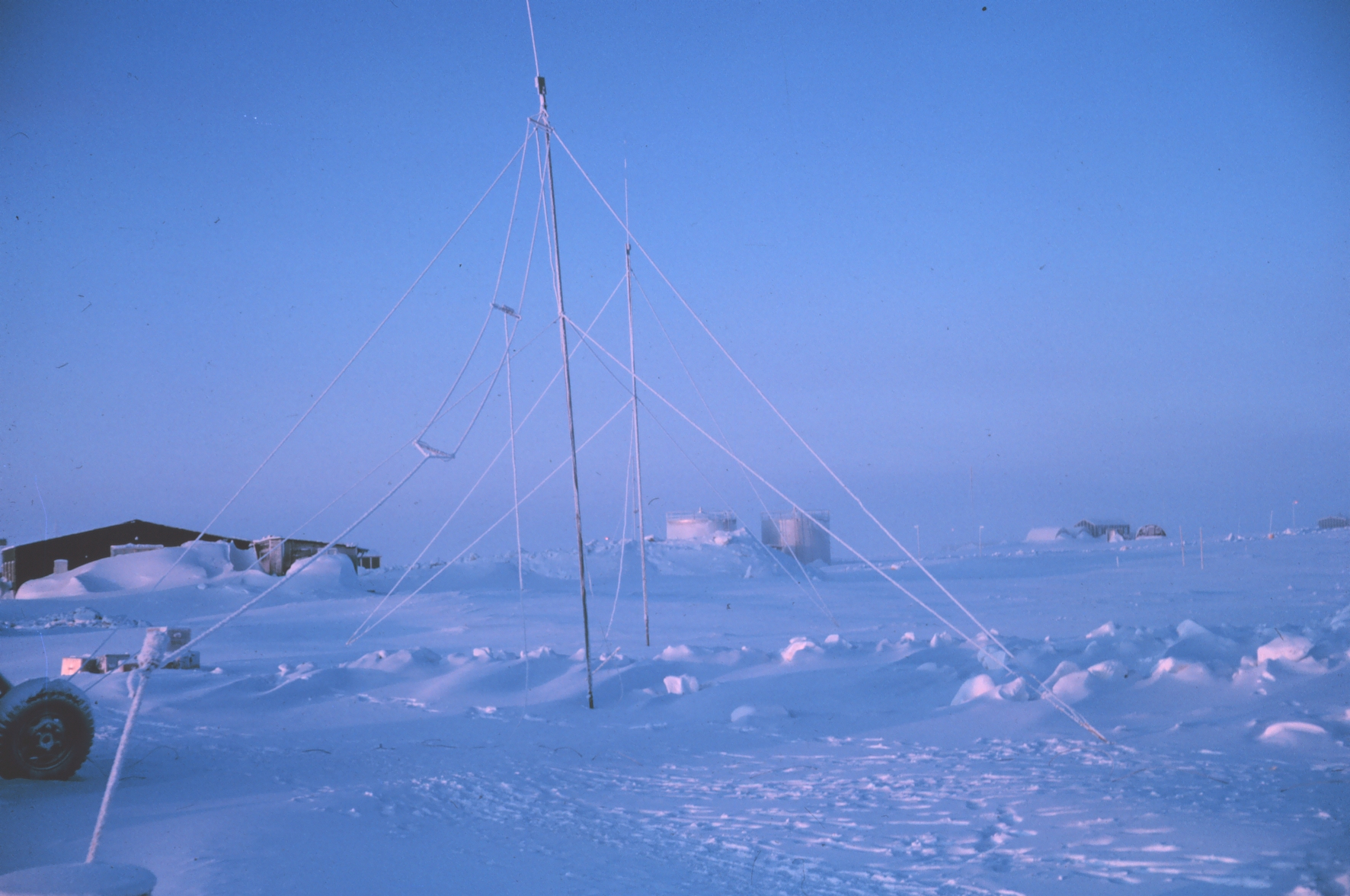
A Nord Bázis 1967-ben

Az állomást a hidegháború végeztével 1972-ben bezárták, mivel a dán kormány nem tudta finanszírozni a működését az amerikai hadsereg anyagi támogatása nélkül. 1975-ben mint dán katonai létesítmény kezdett újból üzemelni (a közbeeső években lakatlan volt).
A töltőállomáson a katonák rendes körülmények között 26 hónapot töltenek, a kutatók 1-2 évente váltják egymást.

## Fordítás
- Ez a szócikk részben vagy egészben  a   Station Nord című dán Wikipédia-szócikk fordításán alapul.  Az eredeti cikk szerkesztőit annak laptörténete sorolja fel. Ez a jelzés csupán a megfogalmazás eredetét és a szerzői jogokat jelzi, nem szolgál a cikkben szereplő információk forrásmegjelöléseként.
- Ez a szócikk részben vagy egészben  a   Station Nord című német Wikipédia-szócikk fordításán alapul.  Az eredeti cikk szerkesztőit annak laptörténete sorolja fel. Ez a jelzés csupán a megfogalmazás eredetét és a szerzői jogokat jelzi, nem szolgál a cikkben szereplő információk forrásmegjelöléseként.